# Otani Kikuzo
Nam tước Ōtani Kikuzō (大谷 喜久蔵 Ōtani Kikuzō, 1856–1923)  là một vị tướng trong Lục quân Đế quốc Nhật Bản. Otani tham gia Chiến tranh Trung-Nhật lần thứ nhất, Chiến tranh Nga-Nhật, Chiến tranh Thế giới thứ nhất và Nội chiến Nga. Trong suốt quá trình sau này, ông chỉ huy Lực lượng Viễn chinh Vladivostok và trở thành chỉ huy chính thức của Chiến dịch can thiệp vào Siberia của Đồng minh chống lại lực lượng Hồng quân Bolshevik Nga. Ông được thăng tước vị thành nam tước khi nghỉ hưu vào năm 1920.

## Danh hiệu

### Nhật Bản
- 1895 -Huân chương Cánh diều vàng hạng 4
- 1904 - Order of the Sacred Treasure, 4thlass
- 1904 - Order of the Sacred Treasure, hạng 3
- 1906 - Huân chương Mặt trời mọc, hạng 2
- 1906 - Huân chương Cánh diều vàng hạng 2
- 1912  Grand Cordon của Order of the Sacred Treasure
- 1915  Grand Cordon của Order of the Rising Sun
- 1920 - Huân chương Cánh diều vàng hạng Nhất
- 1920 - Order of the Rising Sun: Grand Cordon of the Paulownia Flowers

### Danh hiệu do nước ngoài trao tặng
|  | Hiệp sĩ Grand Cross, Order of St Michael và St George (Anh) |      |
|  | Grand Officer, Order of Saints Maurice và Lazarus (Ý)       |      |
|  | Grand Cross, Order of the Star of Romania (Romania)         |      |
|  | War Merit Cross (Ý)                                         |      |
|  | Médaille militaire (Pháp)                                   | 1919 |
|  | Chữ thập chiến tranh Tiệp Khắc 1918 (Tiệp Khắc)             |      |

## đọc thêm
- Petin, Dimitry (2015). "Документы Временного правительства автономной Сибири о хождении военных денег Сибирской экспедиции японских войск" [Documents of the Temporary government of autonomous Siberia regarding the circulation of Japanese military currency]. Modern history of Russia (bằng tiếng Nga). Quyển 14 số 3. Saint Petersburg State University. tr. 236–246. Truy cập ngày 8 tháng 5 năm 2018. денег Сибирской экспедиции японских войск Petin, Dimitry (2015). "Документы Временного правительства автономной Сибири о хождении военных денег Сибирской экспедиции японских войск" [Documents of the Temporary government of autonomous Siberia regarding the circulation of Japanese military currency]. Modern history of Russia (bằng tiếng Nga). Quyển 14 số 3. Saint Petersburg State University. tr. 236–246. Truy cập ngày 8 tháng 5 năm 2018.